# 地球が微笑んだ日

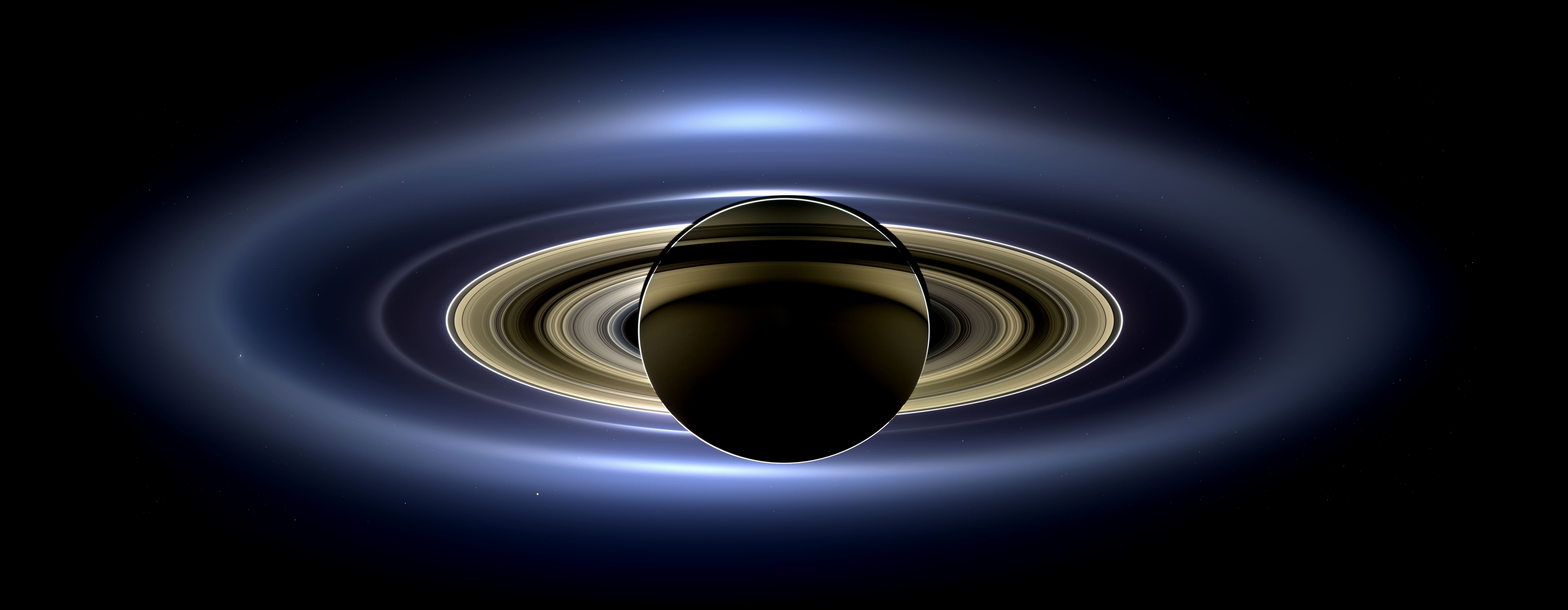
2013年7月19日にカッシーニが撮影した写真を合成して作成された、土星全体の画像。

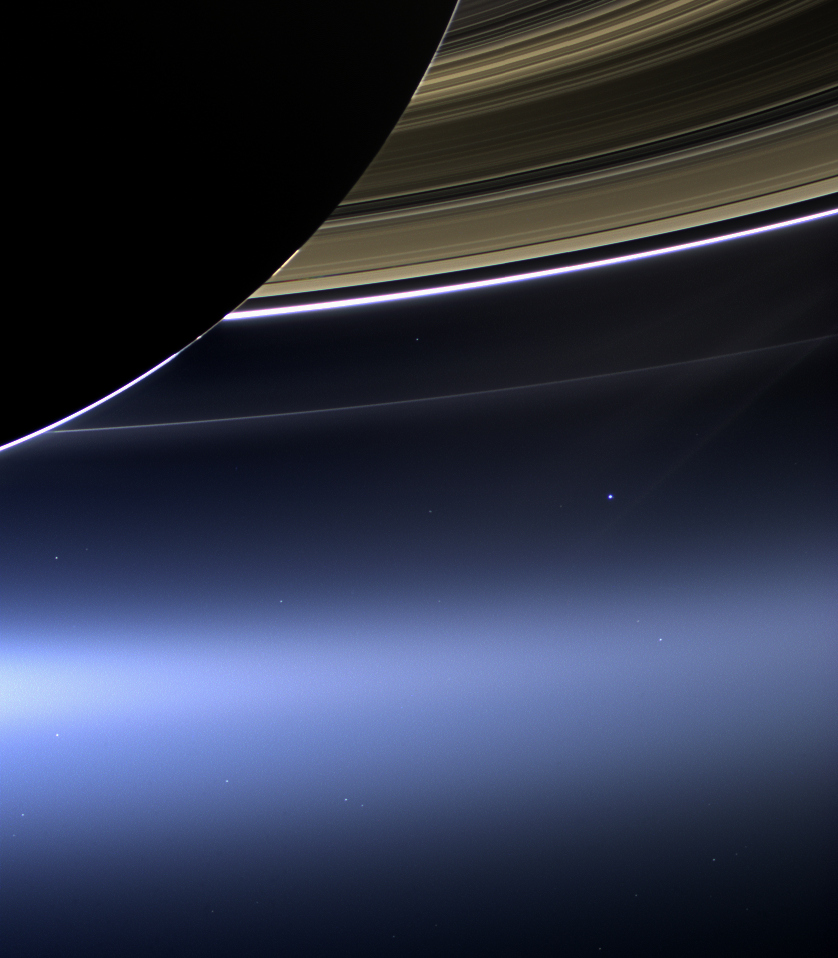
2013年7月19日にカッシーニが撮影した画像。土星の環の下に地球が青い点として見える。

NASAの「土星でウェーブ」キャンペーンのモザイク写真。「地球が微笑んだ日」当日に一般の人々が撮影した約1,600枚の写真がコラージュされている。

地球が微笑んだ日（ちきゅうがほほえんだひ、The Day the Earth Smiled）とは、土星探査機カッシーニが、太陽が土星の後に入る食の間に、土星とその環の大部分、そして地球を撮影するために土星を旋回した2013年7月19日のことであり、そのときに撮影された写真を使用して作られた画像についてもこの名称が使用されている。なお、カッシーニは同様の画像を2006年と2012年にも撮影している。
この写真は、カッシーニの撮影チームのリーダーを務めた惑星科学者キャロリン・ポルコの発案によるもので、世界中の人々に、宇宙の中における自分の居場所を振り返り、地球上の生命の存在に感嘆し、この写真を撮る時に空を見上げて祝福の微笑みを浮かべてほしいという趣旨で撮影された。
カッシーニ画像運用中央研究所(CICLOPS)で処理された画像は、2013年11月12日に一般公開された。「地球が微笑んだ日」の写真には、地球、火星、金星、および土星の衛星が写っている。カッシーニの狭角カメラで撮影された、地球と月が別の光の点として写っている高解像度画像が、その後まもなく公開された。

## イベント
カッシーニは、2013年7月19日21時27分（協定世界時）に、地球から遠く離れた場所から地球の画像を撮影した。この日を記念して、次のような多くのイベントが計画された。
- 7月19日に行われる関連のイベントへのポータルとしてウェブサイトが開設された[9]。その中でキャロリン・ポルコは、地球上の生命と太陽系探査における人類の成果を祝うように世界に呼びかけた。
- 国境なき天文学者団（英語版）は、国際的なイベントをコーディネートした[10]。
- NASAは、「歴史的な惑星間写真の撮影が行われていること」を認識するために、「土星でウェーブ」(Wave at Saturn)という関連イベントを実施した[11]。
- ポルコの会社、ダイヤモンド・スカイ・プロダクションは「天の川へのメッセージ」コンテストを開催した。これは、7月19日に撮影したデジタル写真や、作曲した曲を募集するものである。受賞作品は、地球外生命体へのメッセージとして、「プエルトリコのアレシボ天文台から天の川へ」送信された[12]。これは、1974年にアレシボ天文台から地球外文明への最初の本格的な通信であるアレシボ・メッセージが送信された時の例に倣ったものである。

## 結果
カッシーニからの生の画像はイベントの直後に地球に送られ、7月19日の撮影シーケンスの数日後に、処理された画像（地球と月の高解像度画像と、地球を示す最終的な広角モザイクの一部）が公開された。
フルモザイクの処理は、ポルコの指揮の下で、CICLOPSで約2か月間かけて行われた。カッシーニが幅404,880マイルのシーン全体を撮影するのに要した4時間の間に、合計323枚の写真を撮影し、そのうち141枚が最終版の画像の生成に使用された。NASAによれば、土星、地球、火星、金星の4つの惑星が可視光で一度に撮影されたのは史上初めてである。また、地球の写真が宇宙から撮影されることが地球上の人々に事前に知らされていたのも、これが初めてだった。
2013年11月12日、NASAが「地球が微笑んだ日」の完全処理版の画像を正式に公開し、世界中のニュースメディアで大きな反響を呼んだ。この画像は翌日の『ニューヨーク・タイムズ』紙の一面を飾った。また、このモザイク写真は、アメリカ議会図書館が天文学者カール・セーガンの論文を入手したことを記念して行われた式典で、キャロリン・ポーコによってセーガンに捧げられた。さらに、11月12日には、NASAの「土星でウェーブ」キャンペーンに寄せられた1,600人の一般会員が投稿した画像をコラージュしたものも公開された。